# Bibelbältet (USA)

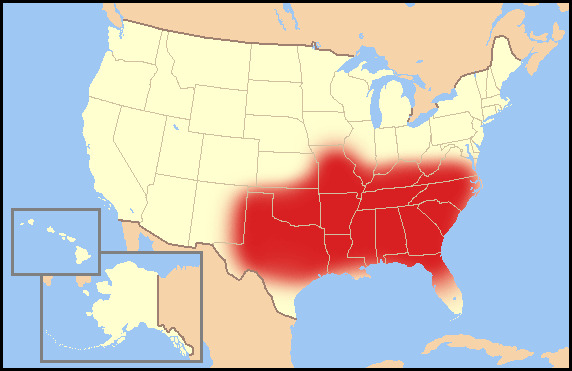
Bibelbältet markerat i rött.

Bibelbältet är en del av USA där den protestantiska kristendomen är mycket stark. Bibelbältet sträcker sig över de östra delarna av sydstaterna.
Procenttalet för icke-religiösa är som högst i delstaten Vermont med 34%, jämfört med Bibelbältets delstat i Alabama, där det är 6%. Mississippi har det högsta antalet baptister, 55%. Det tidigaste kända användandet av begreppet är då amerikanske journalisten H. L. Mencken 1924 skrev i Chicago Daily Tribune: "The old game, I suspect, is beginning to play out in the Bible Belt." Mencken hävdar att han skapade begreppet 1927.

### Fotnoter
1. 1 2  ”American Religious Identification Survey”. www.gc.cuny.edu. Arkiverad från originalet den 19 december 2006. https://web.archive.org/web/20061219030815/http://www.gc.cuny.edu/faculty/research_briefs/aris/key_findings.htm.
2. ↑  Fred R. Shapiro (ed.). Yale Book of Quotations. Yale University Press (2006). ISBN 978-0-300-10798-2.
3. ↑  H. L. Mencken letter to Charles Green Shaw, 1927 Dec. 2 . Charles Green Shaw papers, Archives of American Art, Smithsonian Institution.  See also, http://www.lettersofnote.com/2011/06/human-race-is-incurably-idiotic.html Arkiverad 8 juli 2015 hämtat från the Wayback Machine.